# تیفانی ترامپ
تیفانی آریانا ترامپ (به انگلیسی: Tiffany Ariana Trump) (زادهٔ ۱۳ اکتبر ۱۹۹۳) دختر دونالد ترامپ از همسر دومش مارلا میپلز می‌باشد.
او در مدرسه ویوپوینت در کالاباساس، کالیفرنیا تحصیل کرد. در سال ۲۰۱۶, او مدرک بی‌ای را از دانشگاه پنسیلوانیا، در رشته جامعه‌شناسی (با تخصص در حقوق و جامعه) دریافت کرد و عضو خواهری کاپا آلفا تتا بود. او در سال ۲۰۱۷ شروع به تحصیل در مدرسه حقوق جرج‌تاون در واشینگتن، دی.سی. کرد و در مه ۲۰۲۰ فارغ‌التحصیل شد. تیفانی ترامپ، همانند پدرش دونالد ترامپ و برخی از خواهرانش، در حوزه‌های سرمایه‌گذاری و تجارت فعالیت دارد. او در حال حاضر فارغ‌التحصیل رشته حقوق از دانشگاه جورج‌تاون است و در زمینه‌های مختلفی از جمله مد، طراحی جواهرات و تولید موسیقی نیز فعالیت داشته‌است.